# Brycinus brevis
Brycinus brevis es una especie de peces de la familia Alestiidae en el orden de los Characiformes.

## Morfología
Los machos pueden llegar alcanzar los 25 cm de longitud total y 300 g de peso.

## Hábitat
Es un pez de agua dulce y de clima tropical 23 °C-27 °C).  

## Distribución geográfica
Se encuentran en África: sur de Ghana y Nigeria. 